# Jericho (Vermont)
Jericho – miasto w Stanach Zjednoczonych, w stanie Vermont, w hrabstwie Chittenden.